# Abaucourt
Abaucourt è un comune francese di 299 abitanti situato nel dipartimento della Meurthe e Mosella nella regione del Grand Est.

## Storia
Diverse fonti del XII secolo, provenienti dagli archivi della collegiata di Fénétrange, menzionano Abaucourt e la tenuta di Vintremont che dipendeva dal villaggio: entrambe appartenevano a quel tempo all'abbazia di Neuwiller-lès-Saverne in Alsazia, come è testimoniato in particolare da una bolla di papa Alessandro III del 1178, in cui nell'elenco dei beni di questa abbazia si trova la chiesa di Abaucourt con le sue decime.

Fu signoria di Joachim Isidore conte di Gourcy-Pagny, ciambellano del duca Leopoldo di Lorena.

Subì distruzioni durante la guerra del 1914-1918.

### Simboli
Lo stemma del comune di Abaucourt si blasona: 
Si tratta dello stemma dell'abbazia dei Santi Pietro e Paolo di Neuwiller-lès-Saverne (le chiavi e la spada) a cui sono stati aggiunti due alerioni simbolo dei duchi di Lorena.

## Monumenti e luoghi d'interesse
- Chiesa della Natività della Vergine, ricostruita nel 1918.
- Casa signorile del XIII secolo, acquistata dai duchi di Lorena nel 1562, distrutta durante la guerra dei trent'anni.
- Castello di Vintremont del XVI secolo, demolito dopo il 1842.

## Società

### Evoluzione demografica
Abitanti censiti